# Susannah Harker
Susannah Harker (Londen, 26 april 1965) is een Engels film-, theater- en televisieactrice. Ze is een dochter van de Engelse actrice Polly Adams. Ze werd in 1991 genomineerd voor een BAFTA voor haar rol als Mattie Storin in de televisieserie House of Cards.
Harker speelde in het theaterstuk On the Shore of the Wide World. Ze werd beroemd door haar rol als Jane Bennet in de BBC-miniserie Pride and Prejudice uit 1995.

## Selectieve filmografie

### Film
- Burke & Wills (1985)
- The Lady's Not for Burning (1987)
- Troubles (1988)
- White Mischief (1987)
- A Dry White Season (1989)
- The Crucifer of Blood (1991)
- Surviving Picasso (1996)
- Offending Angels (2001)
- Intimacy (2001)
- Trance (2001)
- Always Crashing in the Same Car (2007)
- The Calling (2009)

### Televisie
- Chancer (1990)
- House of Cards (1990)
- Adam Bede (1991)
- Pride and Prejudice (1995)
- Heat of the Sun (1998)
- Ultraviolet (1998)
- Murder in Mind (2001)
- Perfect Parents (2006)
- Midsomer Murders (2009)